# Vanløse (stacja kolejowa)
Vanløse (duń: Vanløse Station) – stacja kolejowa i metra w Vanløse, dzielnicy Kopenhagi, w regionie stołecznym, w Danii. Stacja jest usytuowana na dwóch różnych poziomach, z których górny poziom używany jest przez pociągi S-tog, a dolny jest stacją końcową linii metra M1 i M2.
Piosenka Van Morrison Vanløse Stairway opowiada o schodach stacji Vanløse.